# 重庆路街道
重庆路街道，是中华人民共和国河南省洛陽市涧西区下辖的一个乡镇级行政单位。

## 行政区划
重庆路街道下辖以下地区：
第三社区、第一社区和第二社区。